# 斯捷潘·马穆洛夫
斯捷潘·所罗门诺维奇·马穆洛夫（俄语：Степан Соломонович Мамулов，1902年4月12日—1976年9月26日），中将，是拉夫连季·贝利亚的亲信，曾担任苏联内务部秘书处第一副主任。1953年被捕受审，1954年判刑15年，1968年获释。